# Russell Pritchard
Russell Pritchard (Liverpool, 22 maggio 1979) è un bassista inglese.
Componente degli Zutons dalla loro fondazione nel 2001, ne è stato bassista e uno dei cantanti. Nel 2011 è entrato a far parte dei Noel Gallagher's High Flying Birds, il nuovo gruppo di Noel Gallagher, ex Oasis, per il quale ha anche suonato la chitarra acustica.